# کلوپ موزیکال
کلوپ موزیکال یک آموزشگاه تئاتر موزیکال بود که در سال ۱۳۰۲ خورشیدی توسط علینقی وزیری بنیان‌گذاری شد. این آموزشگاه ابتدا در خانه ای در انتهای خیابان کوشک و سپس در لاله زار در سال‌های بعد چندین نمایش موزیکال در شهرهای مختلف ایران برگزار کرد اما نهایتاً در آتش سوخت و تنها آثار باقی مانده از آن، چند صفحه گرامافون است. در روزنامه اطلاعات، نهم اردیبهشت ماه سال 1307 به خبر تعطیل شدن این کلوب اشاره می شود و اشاره ایی به آتش سوزی در آن نیست. در این روزنامه آمده است، "تعطیل - کلوب موزیکال پس از چهار سال استقامت بالاخره منحل شد- علینقی وزیری". دو روز بعد، در یازدهم اردیبهشت بار دیگر خبری از کلوب موزیکال در روزنامه اطلاعات چاپ شد که افرادی از نارسایی ذوق هموطنان در تشویق وزیری ابراز تاثر کردند و از آقای وزیری درخواست کردند که با همان روح خستگی ناپذیرش، موسسه مزبور را مجددا دایر کنند. نورالله همدانیان، محمد فوادی، هادی مقبل، جواد بدیع زاده، نصرالله صبوحی، سید علی اکبر هادیان، محمد پرتوی، آقا بزرگ علوی و عباس مصداقی این درخواست را منتشر کردند. 

## تاریخچه
وزیری عده‌ای از هنرمندان باسابقه را دور هم جمع کرد و به کمک آنان به ساختن آهنگ و قطعات نمایشی پرداخت. برخی از این هنرمندان عبارت بودند از پری آقابابوف، لُرِتا، مادموازل بلینگ، مادموازل سیرانوش، غلامعلی فکری و فضل‌الله بایگان. نمایشنامه‌هایی که توسط اعضای این کلوپ اجرا شدند شامل گُل سرخ، خانم خوابند، تشک پرِ قو، شوهر بدگمان و دایی کچل بودند که همگی از آثار خود وزیری بودند. این نمایش‌ها در شهرهای رشت و انزلی هم اجرا شدند.